# Abhishek Suryawanshi
Abhishek Suryawanshi es un farmacéutico indio y líder de pensamiento en salud. Es el director del Programa de Concientización Especial de Wikipedia para Afiliados a la Salud (SWASTHYA).  Suryawanshi conocido por liderar un proyecto internacional de Wikipedia que promueve la conciencia de la salud dentro de las comunidades locales en colaboración con afiliados de atención médica.

## Primeros años y carrera
Suryawanshi completó su Maestría en Comunicación de Salud de la Universidad de Tufts y otra Maestría en Comunicaciones Políticas de Emerson College. Obtuvo su B.S. en Farmacia de la Universidad de Pune, India.
Antes de dirigir Wikipedia SWASTHA, fue Asesor de Medios del Cónsul General de la India. Antes de eso, Suryawanshi fue Asesor de Comunicaciones para las Naciones Unidas, específicamente en la Misión Permanente de la India ante la ONU. En este puesto, Suryawanshi sirvió en la Tercera Comisión de la Asamblea General de las Naciones Unidas e identificó objetivos clave para el alcance proactivo de relaciones públicas. También contribuyó al Proyecto de Resolución sobre Tuberculosis que fue adoptado en la Asamblea General de la ONU y colaboró en varios proyectos de comunicaciones globales.

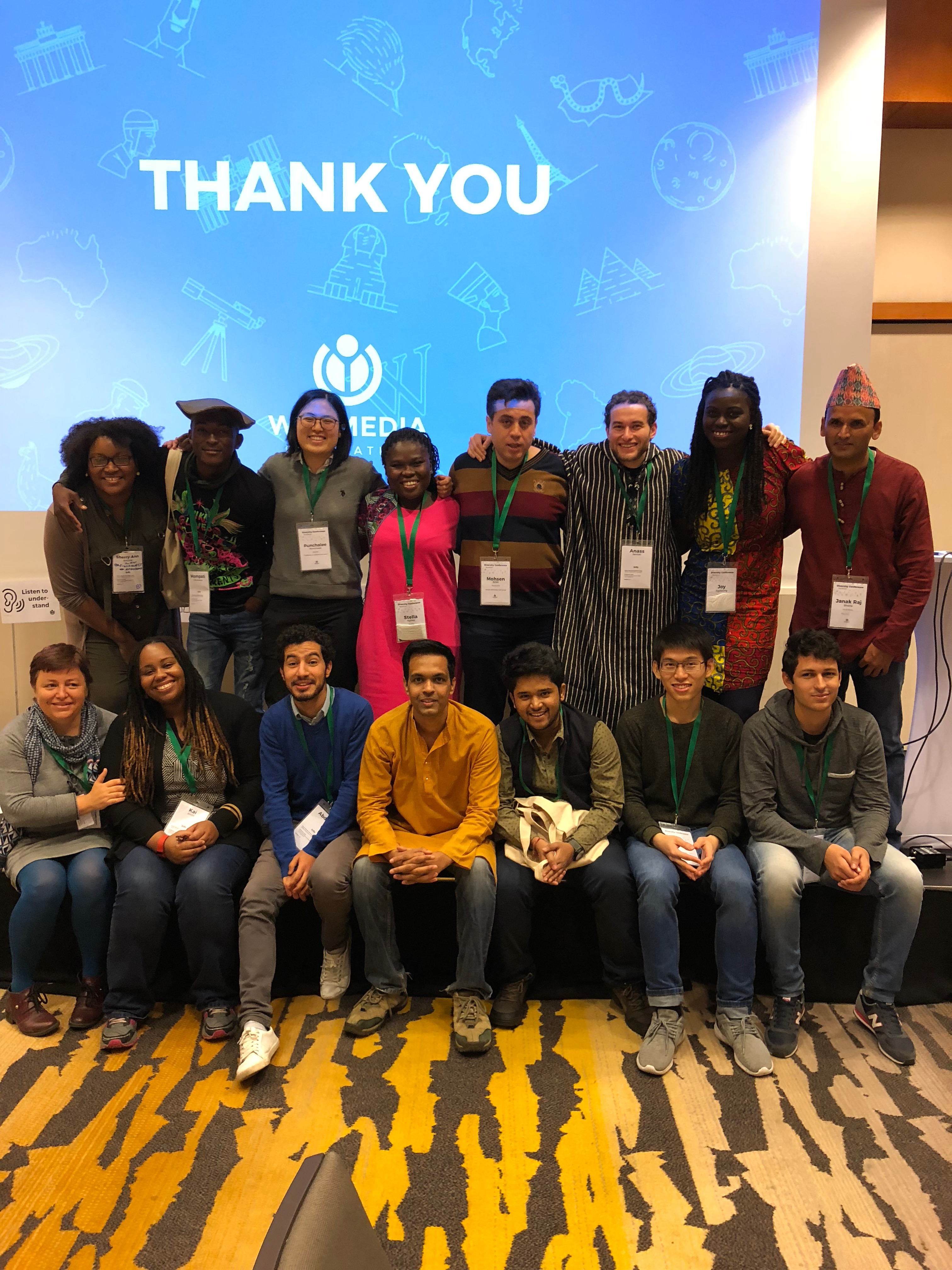
Conferencia de diversidad de Wikimedia 2017 foto de los participantes- En el centro, Suryawanshi con camiseta amarilla (Primera fila).